# Hesperoperla pacifica
Hesperoperla pacifica is een steenvlieg uit de familie borstelsteenvliegen (Perlidae). De wetenschappelijke naam van de soort is voor het eerst geldig gepubliceerd in 1900 door Banks.